# المحوق (مناخة)

تعديل مصدري - تعديل

المحوق هي إحدى قرى عزلة بني حسن وحسين بمديرية مناخة التابعة لمحافظة صنعاء، بلغ تعداد سكانها 63 نسمة حسب تعداد اليمن لعام 2004.